# Juranville
Juranville je francouzská obec v departementu Loiret v regionu Centre-Val de Loire. V roce 2011 zde žilo 477 obyvatel.

## Sousední obce
Auxy, Beaune-la-Rolande, Corbeilles, Lorcy, Mézières-en-Gâtinais, Saint-Loup-des-Vignes

## Vývoj počtu obyvatel
Počet obyvatel 